# Henotesia parvidens
Henotesia parvidens är en fjärilsart som beskrevs av Paul Mabille 1879. Henotesia parvidens ingår i släktet Henotesia och familjen praktfjärilar. Inga underarter finns listade i Catalogue of Life.